# Roger Michelot
Roger Michelot (* 8. Juni 1912 in Bettancourt-la-Ferrée, Département Haute-Marne; † 19. März 1993 in Toulon) war ein französischer Boxer. Er wurde 1936 Olympiasieger im Halbschwergewicht. 

## Werdegang

### Karriere als Amateurboxer
Roger Michelot begann als Jugendlicher mit dem Boxen. Während seiner Zeit als erfolgreicher Amateurboxer lebte er in Paris und gehörte einem dortigen Boxklub an. Er war vielfacher französischer Meister der Amateurboxer im Mittel- und im Halbschwergewicht. Im Alter von 20 Jahren qualifizierte er sich 1932 für die Teilnahme am Boxturnier bei den Olympischen Spielen dieses Jahres in Los Angeles. Er startete im Mittelgewicht und besiegte Louis Lavoie, Kanada und Hans Bernlöhr, Deutschland, nach Punkten. Im Halbfinale unterlag er gegen Amado Azar aus Argentinien nach Punkten. Im Kampf um die olympische Bronzemedaille, die damals noch ausgeboxt wurde, unterlag er gegen Ernest Peirce aus Südafrika nach Punkten und belegte damit den vierten Platz.
Bei den Olympischen Spielen 1936 in Berlin startete Roger Michelot im Halbschwergewicht. Er kam dort zu einem kampflosen Sieg über Eulogio Quiroz, Peru und zu Punktsiegen über Børge Holm, Dänemark, Robey Leibbrandt, Südafrika und im Finale über Richard Vogt, Deutschland und gewann damit die olympische Goldmedaille. Als bester europäischer Boxer seiner Gewichtsklasse bekam er auch den Titel Europameister zuerkannt.
An den Europameisterschaften der Amateurboxer 1934 in Budapest, 1937 in Mailand und 1939 in Dublin nahm der französische Box-Verband nicht teil. Roger Michelot konnte deshalb dort nicht starten. Auch bei den damals üblichen Erdteil-Vergleichskämpfen Amerika (USA) gegen Europa war er nie am Start.
Mehrmals boxte er in den 1930er-Jahren auch in Deutschland. Folgende Starts sind bekannt:
- 1933 boxte er in Goch im Rahmen eines inoffiziellen Länderkampfes Deutschland gegen Frankreich im Mittelgewicht gegen Blum aus Altena. Das Ergebnis dieses Kampfes ist nicht bekannt,
- am 3. November 1936 kämpfte er im Rahmen eines offiziellen Länderkampfes Deutschland gegen Frankreich in Köln und gewann im Halbschwergewicht gegen Hans Bernlöhr, Stuttgart, nach Punkten,
- im Oktober 1937 kämpfte er in Berlin im Halbschwergewicht gegen den deutschen Amateurmeister von 1935 und 1937 Willi Pietsch aus Leipzig unentschieden

#### Internationale Erfolge als Amateurboxer
| Jahr | Platz | Wettbewerb        | Gewichtsklasse | Ergebnisse |
| 1932 | 4.    | OS in Los Angeles | Mittel         | nach Punktsiegen über Louis Lavoie, Kanada und Hans Bernlöhr, Deutschland und Punktniederlagen gegen Amado Azar, Argentinien und Ernest Pierce, Südafrika |
| 1936 | Gold  | OS in Berlin      | Halbschwer     | nach kampflosem Sieg über Eulogio Quiroz, Peru und Punktsiegen über Børge Holm, Dänemark, Robey Leibbrandt, Südafrika und Richard Vogt, Deutschland       |

### Karriere als Berufsboxer
In den Jahren 1942 und 1943 bestritt Roger Michelot 14 Kämpfe als Berufsboxer, von denen er 11 gewann, 2 verlor und einen unentschieden gestaltete. Er kämpfte dabei, bis auf eine Ausnahme, immer in Paris und immer im Mittelgewicht. Bei keinem dieser Kämpfe ging es um einen Meistertitel. So gesehen war seine Profilaufbahn im Vergleich zu seiner Amateurlaufbahn eher unbedeutend.
Erläuterungen
- OS = Olympische Spiele
- Mittelgewicht, Gewichtsklasse bis 72 kg, Halbschwergewicht, bis 79 kg Körpergewicht (Amateurbereich)